# Лодейро, Николас
Марсе́ло Никола́с Лоде́йро Бени́тес (исп. Marcelo Nicolás Lodeiro Benítez; 21 марта 1989, Пайсанду, Уругвай) — уругвайский футболист, полузащитник. Выступал за сборную Уругвая.

## Карьера

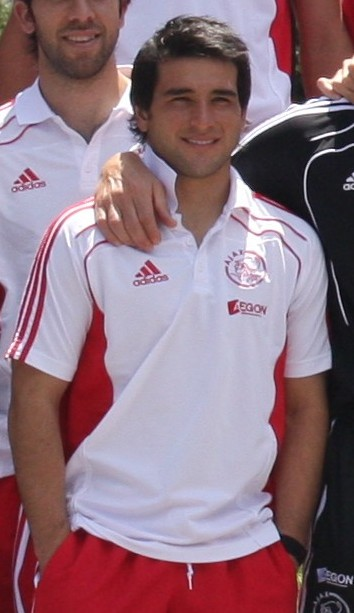
Лодейро в составе «Аякса»

Начинал играть в футбол в клубе «Баррио Обреро». Его приходу в юношескую команду «Насьоналя», состоявшемуся в 2003 году, способствовал скаут Даниэль Лопес. За четыре года, проведённых им в юношеских командах, он выигрывал первенства страны среди игроков до 17 и до 20 лет. С 2007 года был игроком основного состава, дебютировал в высшем дивизионе 19 августа 2007 года в матче с клубом «Феникс». Победитель Лигильи 2008 года и чемпион Уругвая сезона 2008/09 в составе «Насьоналя». Также в сезоне 2008/09 его клуб дошёл до полуфинала Кубка Либертадорес. В январе 2010 года Лодейро перешёл в «Аякс» за 4 млн евро. 7 февраля 2010 дебютировал в составе «Аякса», выйдя на замену в матче с «Твенте».
Выступал за сборную Уругвая до 20 лет в 2008/09, провёл 11 матчей, забил 5 голов. Участник чемпионата Южной Америки до 20 лет 2009 года, на котором его команда заняла 3-е место, а он забил 3 мяча, и чемпионата мира до 20 лет того же года, где его команда вылетела в 1/8 финала, а он был капитаном и забил два мяча. За взрослую сборную Уругвая выступает с ноября 2009 года, провёл два матча, оба в ноябре того года с командой Коста-Рики; это были стыковые матчи в рамках отбора на ЧМ-2010, по сумме двух встреч на ЧМ вышел Уругвай (1:0; 1:1).
В первом матче своей сборной на чемпионате мира 2010 года против сборной Франции Лодейро вышел на замену на 63 минуте, однако уже на 81 минуте он был удалён с поля за две жёлтые карточки, став первым игроком, удалённым на этом турнире; при этом первое предупреждение уругваец получил уже через 2 минуты после выхода на поле. Затем Лодейро играл против сборной Южной Кореи в 1/8 финала и против Ганы в 1/4 финала. На той же игре Лодейро получил тяжёлую травму — перелом кости правой ноги и выбыл на длительный срок.
21 января 2011 года тренер «Аякса» Франк де Бур сказал, что надеется на возвращение Лодейро в тренировочный процесс в течение ближайшего месяца. Лодейро успел восстановиться к Кубку Америки 2011 и стал его победителем, однако он не был игроком основы и в появлялся на поле лишь на замену. В сезоне 2011/12 Лодейро постепенно полностью оправился от травмы и с ноября 2011 года стал регулярно попадать в состав «Аякса». К февралю 2012 года Николас стал уже игроком основного состава амстердамского клуба — провел за «Аякс» 13 матчей, забил 2 гола и отдал 6 результативных передач.

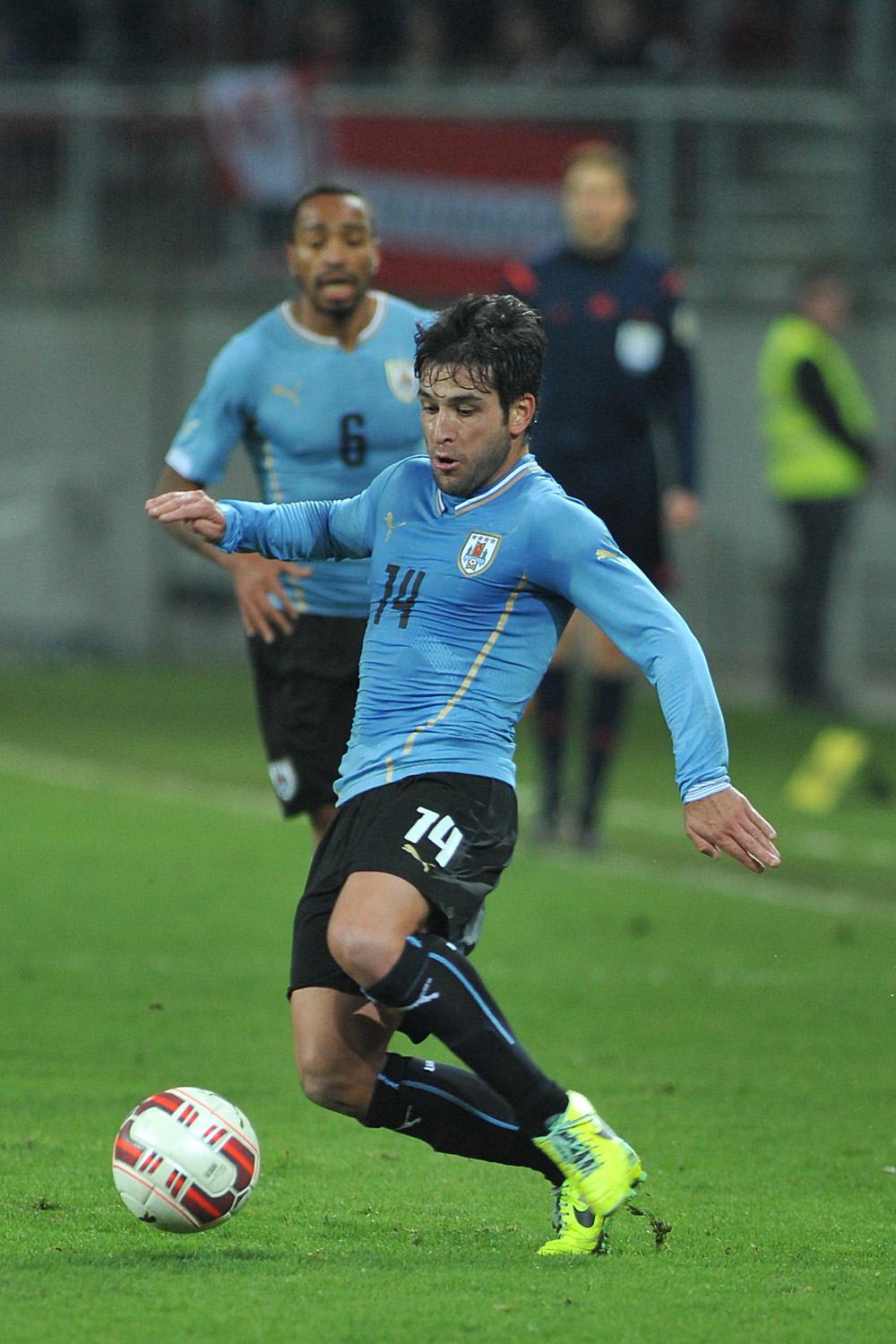
Лодейро в составе сборной Уругвая

Однако летом 2012 года решил продолжить карьеру в Бразилии, подписав с «Ботафого» контракт до 2016 года. К началу 2014 года к игроку начал проявлять интерес ЦСКА, но «Ботафого» отказался от предложенных 10 млн евро. 5 февраля 2015 года Лодейро был представлен в качестве игрока «Бока Хуниорс». В новом клубе он получил 10-й номер.
27 июля 2016 года Лодейро перешёл в клуб MLS «Сиэтл Саундерс», подписав контракт назначенного игрока. В североамериканской лиге дебютировал 31 июля в матче против «Лос-Анджелес Гэлакси». Свой первый гол за «Сиэтл Саундерс» забил 14 августа в ворота «Реал Солт-Лейк». Регулярный чемпионат сезона 2016 Лодейро завершил с четырьмя голами и восемью результативными передачами и помог «Саундерс» взобраться на четвёртое место в Западной конференции, за что был назван новоприбывшим игроком года в MLS. 10 декабря в матче за Кубок MLS 2016, в котором «Сиэтл» одолел «Торонто» в серии послематчевых пенальти после безголевой ничьи в основное и дополнительное время, он реализовал свой одиннадцатиметровый удар.
Был отобран на Матч всех звёзд MLS 2019, в котором звёздам лиги противостоял «Атлетико Мадрид».
Летом 2019 года Николас был приглашён в сборную для участия в Кубке Америки, который состоялся в Бразилии. В первом матче в группе против Эквадора он отличился голом на 6-й минуте, а его команда одержала убедительную победу 4:0.
10 ноября 2019 года в финале Кубка MLS, в котором «Сиэтл» обыграл «Торонто» со счётом 3:1, ассистировал голу Виктора Родригеса. В сезоне 2020 ассистировал 10-ти голам, став одним из лидеров лиги по голевым передачам, за что был включён в символическую сборную MLS.
В финале Лиги чемпионов КОНКАКАФ 2022 против мексиканского «Пумаса УНАМ» реализовал два пенальти в первом матче (2:2) и забил ещё один гол в ответном матче (3:0), в котором «Сиэтл» обеспечил себе первый титул в этом турнире, выиграв по сумме двух встреч 5:2.
21 октября 2023 года Лодейро сообщил, что не получил нового предложения от «Сиэтл Саундерс» и скорее всего покинет клуб по истечении контракта в конце сезона. Его уход был подтверждён 12 декабря.
4 января 2024 года Лодейро на правах свободного агента присоединился к «Орландо Сити», подписав контракт до конца сезона 2024 с опцией продления на сезон 2025. За «Орландо Сити» дебютировал 21 февраля в матче Кубка чемпионов КОНКАКАФ 2024 против канадского «Кавалри», выйдя на замену во втором тайме. 27 февраля в ответном матче против «Кавалри» забил свой первый гол за «львов», а также отдал голевую передачу.

## Титулы

### Командные достижения
Насьональ
- Чемпион Уругвая (1): 2008/09
- Победитель Лигильи (1): 2008

 Аякс
- Чемпион Нидерландов (2): 2010/11, 2011/12
- Обладатель Кубка Нидерландов (1): 2009/10

 Сборная Уругвая
- Обладатель Кубка Америки (1): 2011

 Бока Хуниорс
- Чемпион Аргентины (1): 2015
- Обладатель Кубка Аргентины (1): 2014/15

 Сиэтл Саундерс
- Чемпион MLS (2): 2016, 2019
- Победитель Лиги чемпионов КОНКАКАФ (1): 2022

### Личные достижения
- Футболист года в Уругвае (1): 2009
- Член символической сборной Южной Америки (1): 2009
- Новоприбывший игрок года в MLS: 2016
- Член символической сборной Лиги чемпионов КОНКАКАФ (2): 2018[29], 2022[30]
- Участник Матча всех звёзд MLS (1): 2019
- Член символической сборной MLS (1): 2020